# 汉口德租界

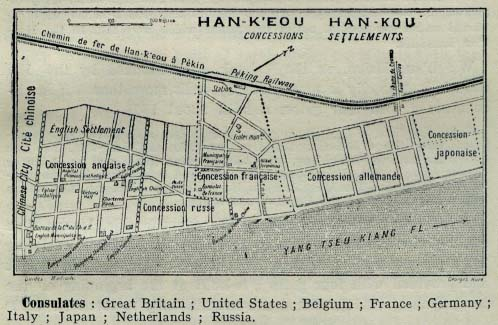
1912年的汉口租界，从左至右：英、俄、法、德、日

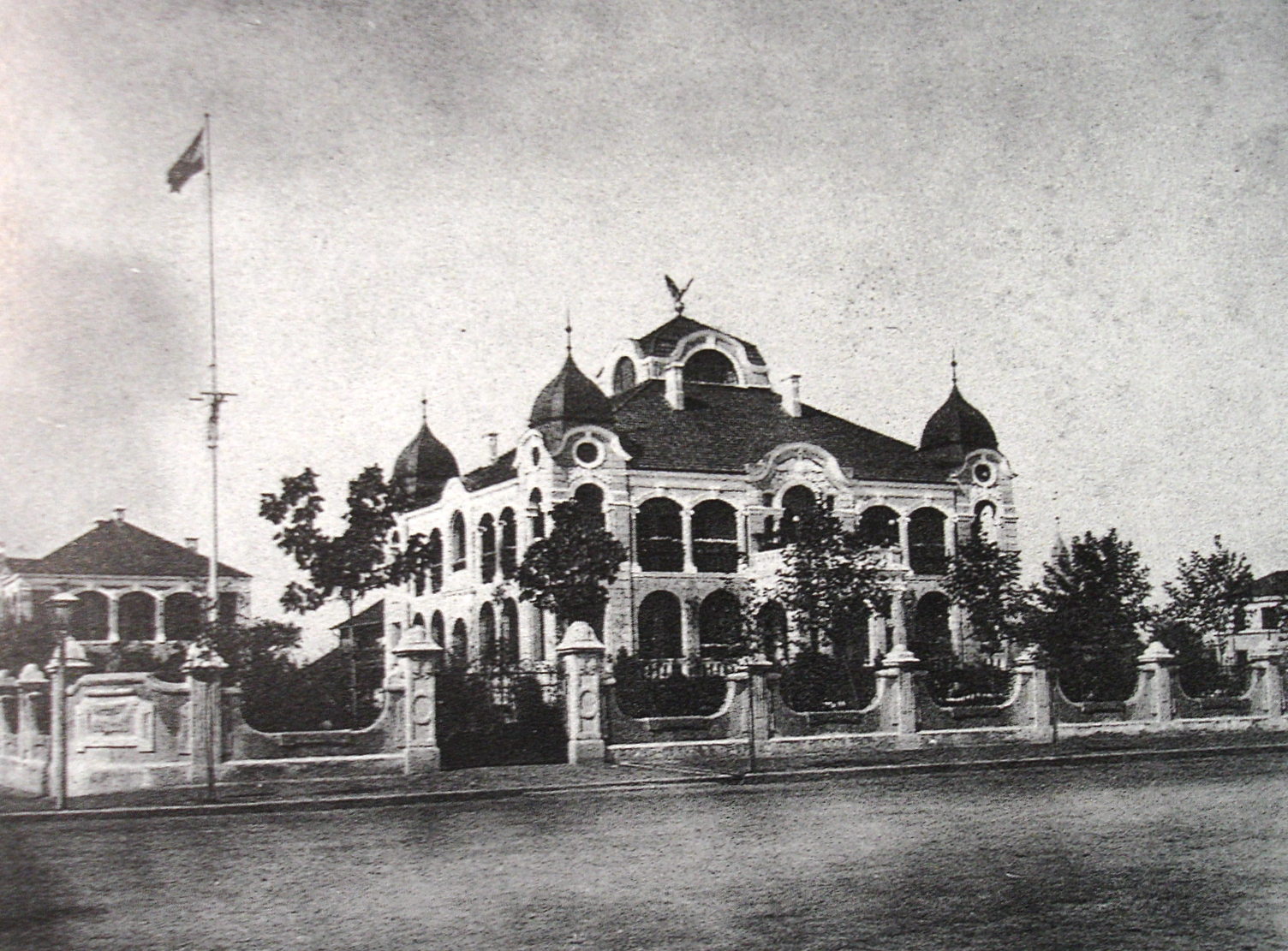
20世纪初的德国驻汉口总领事馆

汉口德租界，是近代位於漢口的五國租界之一，亦為兩個在華德租界之一，由德意志帝國於1895年開闢。開闢初期面積約600畝，經過擴張後面積達636.83畝。第一次世界大战爆发后，北洋政府于1917年与德国断交并对德宣战，随后派军警强行收回了汉口德租界。

## 历史

### 设立
1895年三國干涉還遼後，德意志帝国向清政府提出在天津与漢口劃定租界。1895年10月3日，汉黄德道江汉关监督瞿廷韶与德国驻上海总领事施妥博（O.V.Struebel）在汉口订立《汉口租界合同》，规定汉口德租界自通济门城外沿江官地外起，到李家冢前为止，宽300丈、深120丈，总面积约600亩。根据协议，“租界内一切事宜归德国领事按照本合同及后定章程办理”，且界内不准华民居住:8-9。

### 扩张与冲突
1898年8月27日，中德双方修定界址，德国租界扩张至西南抵城堡（今一元路附近），东北至今六合路北侧，东至江边，西接今中山大道，总面积增至636.83亩:14-15。
1911年10月10日，武昌起义爆发，德国派兵50多人在租界布防，为从武昌逃到汉口德租界的湖广总督瑞澂提供保护，还协助他电奏清政府派兵、向各国驻汉口领事求援，并出动军舰协助清军与革命军作战。

### 收回
1914年第一次世界大战爆发后，德国调集在汉国防军100多人、义勇队80多人于8月1日乘船经南京、青岛返回德国参战:61。
1917年3月14日，北洋政府宣布与德国断交，次日150名警察、136名巡捕进入汉口德租界接管租界的警察权并限令德国领事馆人员于48小时内离开汉口，但德国领事拒绝移交权力。双方谈判后，中国官员保证租界范围内德国人的生命与财产安全，德国警队的兵器等则被中国官员收缴。8月14日，北洋政府对德宣战，随后内务部根据《管理敌国租界办法》及《特别区市政管理局简章》设立汉口特别区市政管理局，管辖德租界区域。一战结束、德国战败后，北洋政府于1919年1月17日宣布全面接管德租界的管理权，并将租界内道路全部改用中国道路名称:205-206。
巴黎和会召开后，《凡尔赛和约》规定德国把汉口德租界内所有属于德国政府的房屋、码头、军需品、船只等各种公产转让给中国，但中国代表拒绝签署。1921年5月20日，北洋政府与魏玛共和国签订《中德協約》，中德两国恢复邦交，魏玛共和国正式确认交还汉口德租界并取消领事裁判权，北洋政府至此完成了法律程序上对汉口德租界的收回。1926年国民革命军北伐占领汉口后，原德租界区域改为汉口第一特别区:206-207。

## 居民
| 时间   | 德国人 | 中国人 | 备注                                               |
| ------ | ------ | ------ | -------------------------------------------------- |
| 1891年 | 15     | 未知   | 早期来汉的德国人多从事工商业，开办洋行             |
| 1910年 | 235    | 未知   | 增加商人47人，艺师、机械机师89人                   |
| 1915年 | 116    | 10726  | 受第一次世界大战影响，德侨人口开始减少             |
| 1917年 | 40     | 未知   | 1917年中国对德宣战并收回德租界后德侨人口进一步锐减 |

## 管理

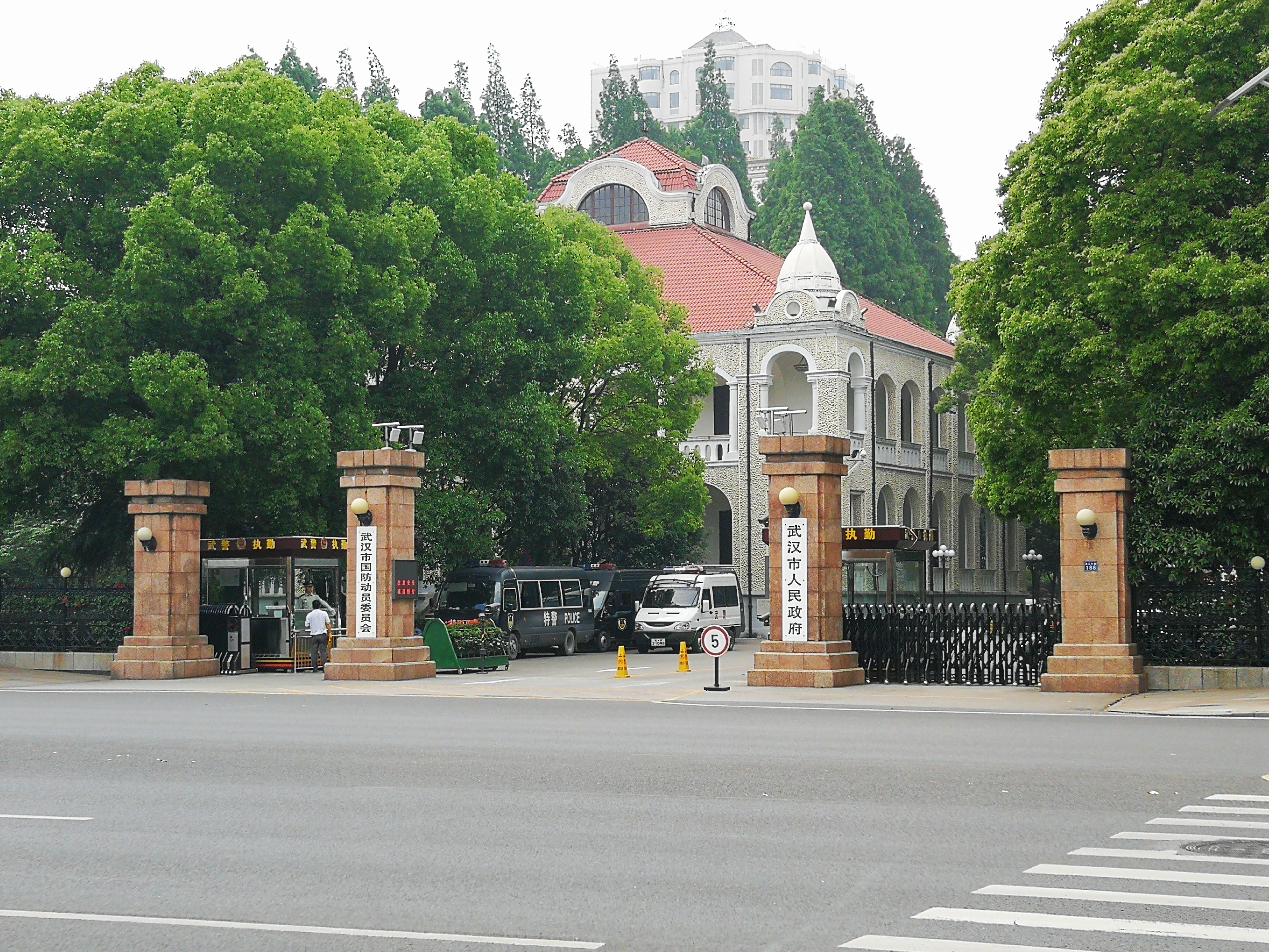
德国驻汉口领事馆作为汉口近代建筑群的一部分被列为全国重点文物保护单位，现处于武汉市人民政府大院内

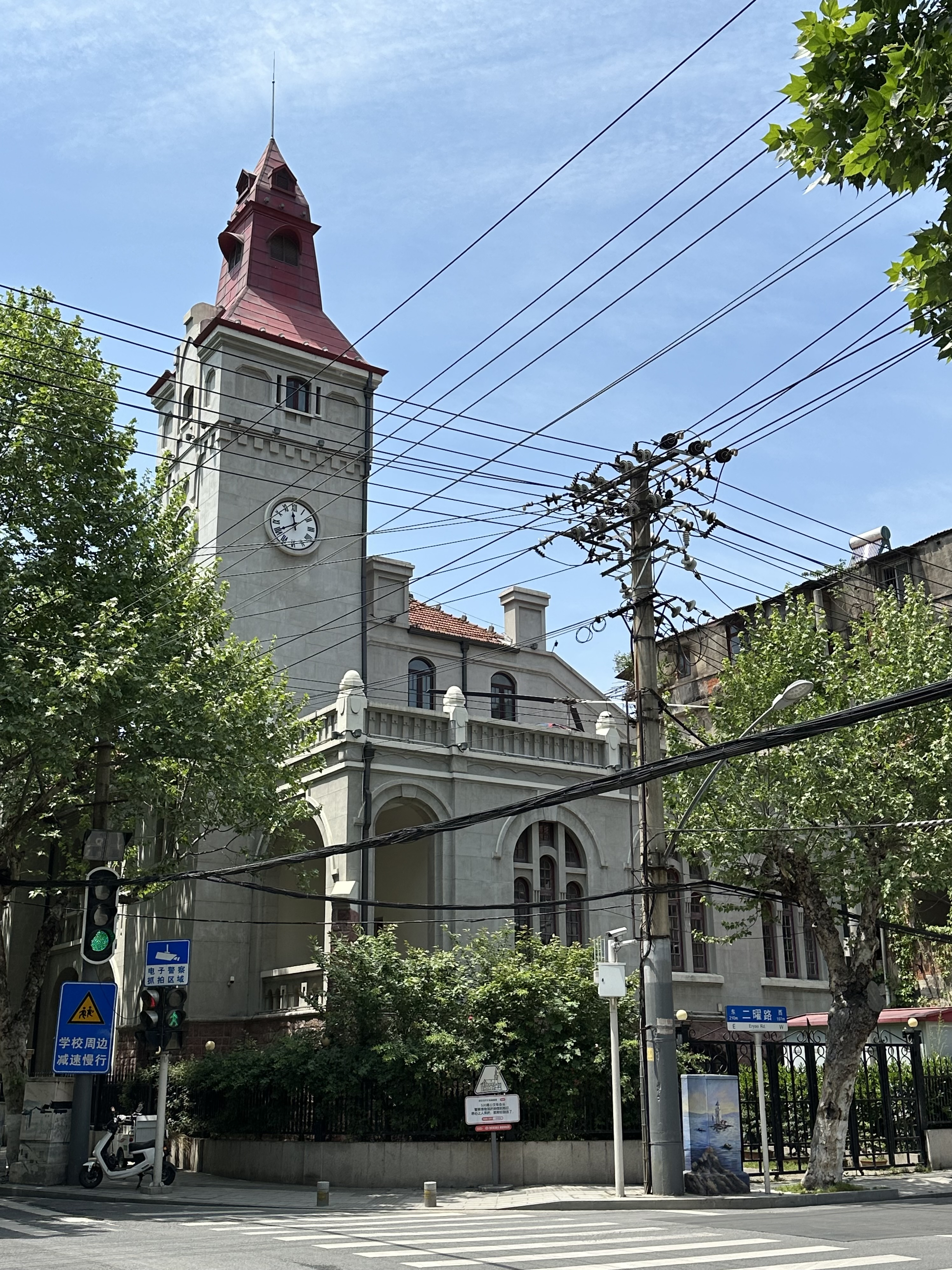
德租界工部局巡捕房旧址，今武汉警察博物馆

### 领事馆
德国驻汉口领事馆从1904年春天开始建造，于1905年冬天完工，采用德国巴洛克风格，开阔的花园环绕四周并为了适合汉口的气候种植了从日本和上海运来的棕榈树。德国领事馆建成以前，其所在的区域位于武汉城墙以外，周边环境蛮荒。德国领事馆建成后，仅仅几年过后周边便建立起银行等许多德国在汉机构。武昌起义后，各国驻汉领事馆中德国最为偏向支持清政府。德国驻华公使向其总理报告：“大部分东亚德侨，尤其是寓居北方者，对于清室政府表示同情之心，实较对于革命党人为多。”德国领事馆不仅在财政上和军火上支持清政府，还帮助清政府训练军官、派兵直接帮助清军与革命党作战。

### 工部局巡捕房
德国驻汉领事馆工部局位于今胜利街271号，下设巡捕房（警察局）。该建筑属文艺复兴式建筑，墙高窗小，底部用暗红色砂岩垒砌，外观窗为圆形劵拱，窗框用钢筋水泥浇制。建筑的转角处设有突出的塔楼，强化了安全防卫的功能。主楼一楼是市政厅的办公室，警察局设在两侧，警察看管犯人的监狱紧挨着警察局，中国和印度警察的宿舍则位于监狱旁边。工部局巡捕房还设有区域供志愿者组成的消防队摆放灭火器材。德租界被收回后，原工部局大楼成为北洋政府武汉当局的“特别区管理局”。

### 江汉关监督公署
辛亥革命后的1912年，北洋政府外交部在漢口德租界今一元路5号設立「外交部特派湖北交涉員公署」，江漢關監督（最初由清政府设立的海关监督机构）一同搬入此建築辦公，之后「外交部特派湖北交涉員公署」併入江漢關監督，稱「江漢關監督公署」。中国海关自建立以来一直由英国人担任总税务司，海关监督属于中方派出、对海关工作进行监督的部门，主要职责是海关关税的分成。最终经江汉关监督公署监管作为中国国家税收的部分大约为关税总额的三分之一。

## 市政

### 道路
| 現名                           | 原名                      |
| ------------------------------ | ------------------------- |
| 一元路                         | 皓街（Augusta Street）    |
| 二曜路                         | 福街（Victoria Street）   |
| 三阳路                         | 禄街（Utsen Street）      |
| 四唯路                         | 寿街（Nien Street）       |
| 五福路                         | 宝街（Charlotten Street） |
| 六合路                         | 实街（Dorotheen Street）  |
| 胜利街                         | 汉中街                    |
| 沿江大道                       | 江岸街                    |
| 中山大道（一元路至陈怀民路段） | 汉景街                    |

### 交通
德租界于皓街至宝街的江岸设有汉堡亚米利加栈、美最时、瑞记、亨宝轮船公司等德商码头:376。

## 经济

### 贸易
- 瑞记洋行
- 美最时洋行

### 金融

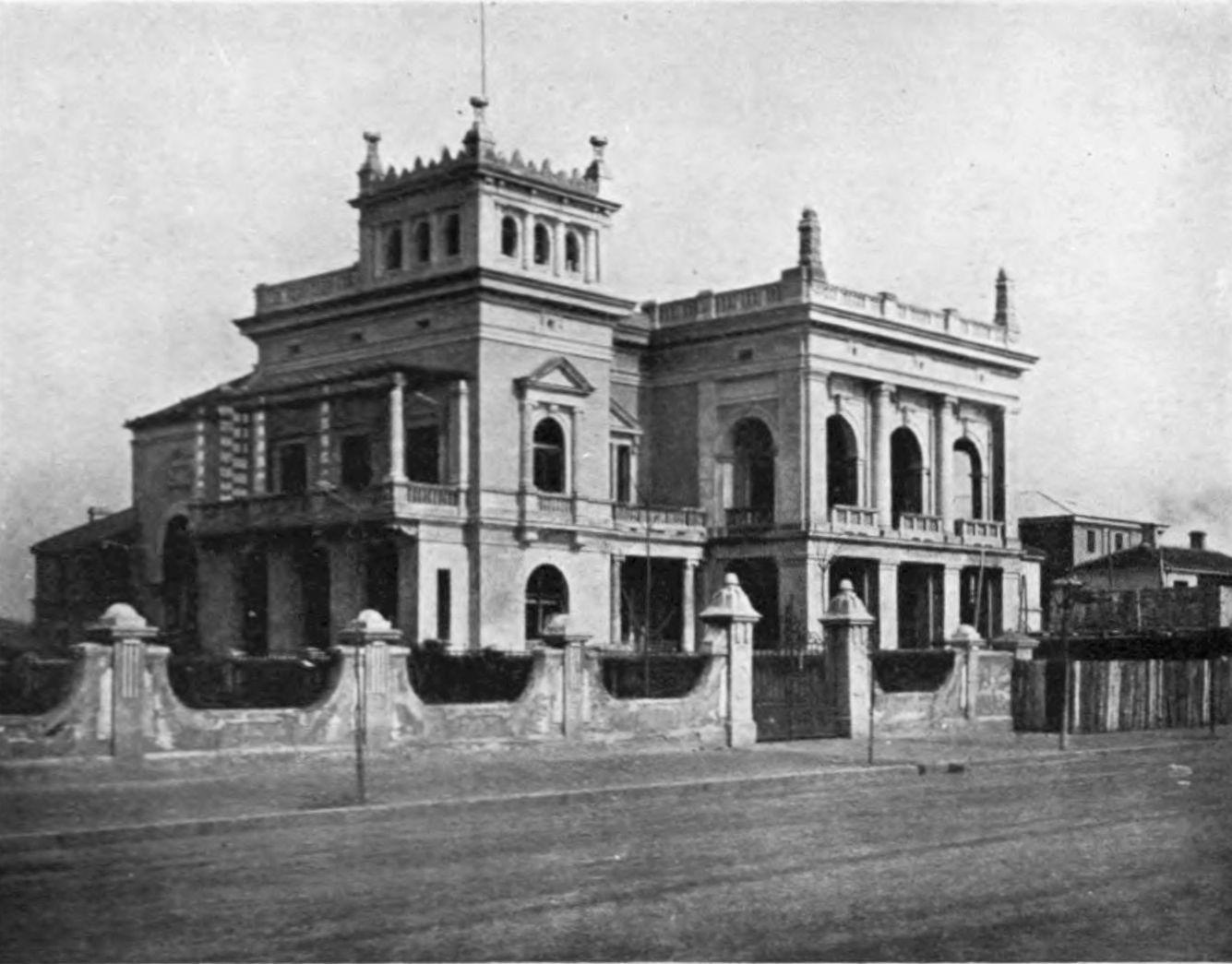
1908年的德華銀行漢口分行

- 德华银行

### 工业
- 英美烟草公司（颐中烟草公司）六合路烟厂
- 和记蛋厂

### 娱乐业
- 清正茶园：1902年，黄孝花鼓戏艺人魏报应、黄子云等在汉口德租界创立同庆班，向德国领事馆申请执照并缴纳“挂旗费”，开始于德租界三码头（今一元路口）公开演唱，称“挂洋旗领照会”，这是黄孝花鼓戏首次进入租界。同庆班演出主要剧目有《蔡鸣凤辞店》、《胡彦昌辞店》、《张德和辞店》、《东楼会》、《南楼会》、《西楼会》、《北楼会》，俗称“三个辞店四个楼”，共有剧目60余个。主要旦角有黄和尚、余天保、许么、小炳杨、戴和尚、李品三（云中仙）等，小生有林曹、范么、夏进保等，老生有黄子云、陈彬卿等，丑角有周元、陈大山等。黄孝花鼓戏在租界受到欢迎、日趋兴旺后，黄陂、黄冈、孝感等地的艺人纷纷到汉口搭班，楚剧的剧目以租界为依托得到丰富和发展[4]:333，335。
- 维多利大舞台：1917年建成于法租界与德租界毗邻的河街皓街口（今一元路），又称维多利亚花园[4]:337，专映外国影片[12]。

## 文化

### 新闻
《湖北日报》：1908年创办于德租界一码头。创办人郑江灏1907年留学日本时加入共进会并被推为参议部长，次年回国并在王柏森、董祖椿、杨宪武等共进会成员协助下创办该报以联络共进会党员。1909年春，因刊载漫画和评论陈夔龙和张彪遭到封禁:324，329。

### 学校
德华学堂（英語：Deutsch Chinesisch School)：1908年由德国传教士在汉口北郊的德国球场（今球场路光华路口）开办，称私立德华学堂，旨在教授德语:300。校园中间为教学大楼，东侧为学生宿舍，西侧为又称“风雨操场”的健身房。今武汉市第六中学:146。